# Lay bretón

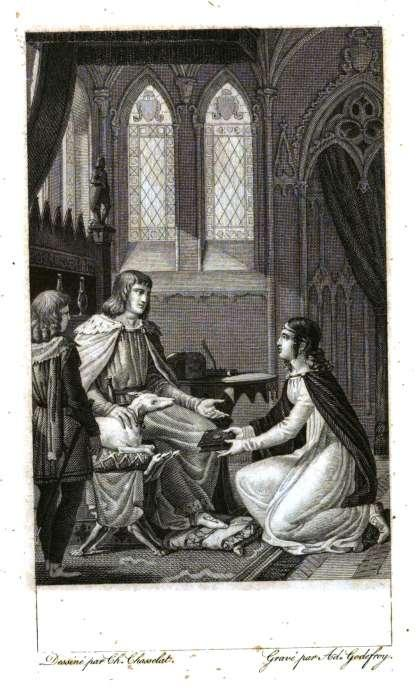
María de Francia presenta sus layes al rey de Inglaterra Enrique II Plantagenêt.

Un lay bretón, también conocido como lay narrativo o simplemente lay (pl. «layes» o «lais»), es una forma de romance literario medieval en francés e inglés de la época. Los layes son breves (típicamente de 600 a 1000 versos) cuentos rimados de amor y caballería, a menudo con ingredientes sobrenaturales o de los cuentos de hadas de inspiración céltica. La palabra «lay» o «lai» parece derivar del antiguo alto alemán o del antiguo medio alemán leich, que significa ‘divertimento’, ‘melodía’ o ‘canción’; o bien, según Jack Zipes, del irlandés laid (‘canción’).
Zipes señala como el lay bretón más antiguo registrado el «Lai du cor» de Robert Biket, datable entre mediados y finales del siglo XII. Los más antiguos que perviven por escrito son de época similar: los Lais de María de Francia, que se cree que fueron compuestos en los años 1170 por María de Francia, una poetisa inglesa que escribía en francés a finales del siglo XII y principios del XIII.
A través de las descripciones presentes en los propios layes de María y en varios layes anónimos en francés antiguo del siglo XIII, sabemos de layes anteriores de origen celta, quizá más líricos en estilo, que cantaban los bardos bretones. Se cree que esos hipotéticos «layes líricos» bretones, ninguno de los cuales ha sobrevivido, eran introducidos por un resumen narrativo, que ponía en escena la canción, y que esos resúmenes narrados fueron la base de los layes narrativos posteriores.
Los layes bretones más primitivos fueron compuestos en una gran variedad de dialectos del francés antiguo, y también se conserva una media docena de ellos en inglés medio, de los siglos XIII y XIV, de varios autores.
Zipes entiende que las leyendas artúricas podrían haber llegado desde Gales, Cornualles e Irlanda a Bretaña. En el continente las canciones habrían sido interpretadas en lugares diversos por harpistas, bardos y cuentacuentos. Los layes bretones podrían haber inspirado a Chrétien de Troyes, y ser, por tanto, responsables de la expansión del material «celta» y de hadas en la Europa Continental. Un ejemplo de lay bretón del siglo XIV tendría al rey de las hadas raptando una esposa hacia sus dominios.

## Layes en francés medieval
- Los Lais de María de Francia, doce layes canónicos, generalmente aceptados como obra de María de Francia.
- Los conocidos como Layes anónimos, once layes de autoría controvertida. Aunque estos layes suelen ser entremezclados con los anteriores en los manuscritos medievales, los eruditos dudan que estos once fueran también escritos por María.
- «El lay de la playa», uno de los aproximadamente veinte layes en francés medieval traducidos en prosa al noruego antiguo en el siglo XIII. Este lay da, en tono lírico, una detallada descripción de una estancia de Guillermo el Conquistador en  Barfleur.

## Layes en inglés medio
- «Sir Orfeo», «Sir Degaré», «Sir Gowther», «Emaré» y «The Erle of Toulouse», todos de autores anónimos.
- «Lay le Freine», una traducción de «Le Fresne», de María de Francia.
- «The Franklin's Tale» de los Cuentos de Canterbury de Geoffrey Chaucer. «The Wife of Bath's Tale» también suele ser etiquetado como lay bretón, pero de hecho no contiene ninguna de las características definitorias del género generalmente aceptadas.
- «Sir Launfal», de Thomas Chestre, una revisión del lay anterior, también en inglés medio, titulado «Landavale», a su vez una traducción del «Lanval» de María de Francia.[4]

## Recreaciones contemporáneas
- «La balada de Aotrou e Itroun», de J. R. R. Tolkien, está compuesta en inglés moderno con la forma métrica y la temática de un lay bretón.